# Гава (Буркина-Фасо)
Га́ва (фр. Gaoua) — город и городская коммуна в Буркина-Фасо.

## Общая информация
Город Гава находится на крайнем юго-западе Буркина-Фасо, примерно в 380 км от Уагадугу, вблизи границ с Ганой и Кот-д'Ивуаром, на высоте 339 м над уровнем моря. Он является главным городом Юго-Западной области и провинции Пони. Коммуна включает в себя 8 городских секторов и 56 деревень. Действующий мэр — Фарайери Фредерик Да.
Основную часть населения городской коммуны составляют представители народности лоби. Основным источником доходов местных жителей является сельское хозяйство. В Гаве находится Музей цивилизаций юго-запада (фр. Musée des civilisations du sud-ouest). Город является центром католической епархии Гауа, которая была образована в 2011 году.

## Климат
| Показатель                    | Янв. | Фев. | Март | Апр. | Май   | Июнь  | Июль  | Авг.  | Сен.  | Окт. | Нояб. | Дек. | Год    |
| ----------------------------- | ---- | ---- | ---- | ---- | ----- | ----- | ----- | ----- | ----- | ---- | ----- | ---- | ------ |
| Средний суточный максимум, °C | 34,4 | 36,5 | 37,4 | 36,5 | 34,5  | 32,0  | 30,2  | 29,9  | 31,1  | 33,9 | 35,5  | 34,3 | 33,9   |
| Средняя температура, °C       | 26,2 | 28,6 | 30,6 | 30,7 | 29,2  | 27,3  | 26,0  | 25,7  | 26,3  | 27,8 | 27,6  | 26,0 | 27,7   |
| Средний суточный минимум, °C  | 18,0 | 20,7 | 23,9 | 24,9 | 23,9  | 22,5  | 21,8  | 21,6  | 21,4  | 21,7 | 19,8  | 17,6 | 21,5   |
| Норма осадков, мм             | 5,1  | 3,6  | 26,3 | 73,4 | 122,8 | 128,3 | 193,2 | 216,8 | 181,0 | 83,6 | 7,6   | 5,5  | 1047,2 |
| Источник:                     |      |      |      |      |       |       |       |       |       |      |       |      |        |

## Население
По данным на 2013 год численность населения города составляла 32 007 человек. Численность населения городской коммуны по данным переписи 2006 года составляет 52 090 человек.
Динамика численности населения города по годам:
| 1996  | 2005   | 2006   | 2013   |
| ----- | ------ | ------ | ------ |
| 6 424 | 20 718 | 24 414 | 32 007 |

## Города-побратимы
- Фонтене-ле-Конт, Франция[6]